# Марио Мохенски
Марио Мохенски је хрватски позоришни, телевизијски и филмски глумац.

## Филмографија
| Год.     | Назив           | Улога           |
| -------- | --------------- | --------------- |
| 2000.-те |                 |                 |
| 2004.    | Забрањена љубав | Леон Бауер      |
| 2010.-те |                 |                 |
| 2011.    | Ларин избор     | радник у казину |